# Bai Modi Joof
Ne doit pas être confondu avec Joseph Henry Joof.
Bai Modi Joof ,né le 15 décembre 1933 et mort le 3 juin 1993,, est un barrister gambien , plaidant entre le milieu des années 1970 et 1993 ,. Il est aussi connu sous les noms de BM Joof ou Lawyer Joof. Il est membre du Barreau gambien et britannique. Il est également barrister et solliciteur auprès de la Cour suprême gambienne,. Il est surnommé le « champion de la liberté d'expression » par certains journaux de la presse gambienne durant la présidence de Sir Dawda Kairaba Jawara. Il vient d'une famille wolof et sérère, la famille Joof et défend ces deux ethnies durant sa carrière d'avocat. Il est aussi le mentor de Joseph Henry Joof, communément appelé Lawyer Joof, ministre de la justice en Gambie (2001–2003).

## Biographie
Bai Modi nait le 15 décembre 1933 à Kuntaur (en) en Gambie. Il est le fils de Ebrima Joof et de Aji Anna Samba et le frère cadet d'Alieu Ebrima Cham Joof, l'historien gambien devenu homme politique nationaliste durant la période coloniale du pays,. Bai Modi commence ses études à l'école romaine de Banjul avant de poursuivre ses études au Gambie High School, devenu aujourd'hui le Gambie Senior Secondary School, toujours à Banjul.
Il travaille ensuite majoritairement en tant que fonctionnaire comme évaluateur fiscal. Il part pour le Royaume-Uni dans les années 1950 afin d'étudier le droit et travailla là bas comme contrôleur des impôts dans ce qui deviendra le HMRC. Après avoir étudié le droit à la Senate House de l'Université de Londres, il devient avocat le 26 novembre 1974 et devient membre de l'Honourable Society of Lincoln's Inn,,. L'année suivante, Bai Modi retourne en Gambie avec sa famille où il établit son cabinet à Banjul au 5 rue Wellington  ,. En 1990 et comme son cabinet se trouvait trop proche de la rivière, il déménage au 2 rue Hagan à Banjul, à côté du journal The Point au numéro 1A. Son cabinet restera à cette adresse jusqu'à sa mort le 3 juin 1993 à Latrikunda, une banlieue de Serekunda.

## Carrière juridique
En tant qu'expert en droit international et en droit anglais, Bai Modi voyage régulièrement en Europe, notamment dans la CEE (Communauté Européenne Exclusive) au cours de sa carrière pour représenter ses clients. En Gambie, il est un avocat éminent de sa génération. Il sort de l'ombre en 1984, lorsqu'il défend le rédacteur en chef du journal The Nation, William Dixon Colley (en), par ailleurs son ami et doyen de la presse gambienne, accusé de sédition, au cours du mandant du président Sir Dawda Kairaba Jawara. Bai Modi le défend et gagne le procès qui se solde par un acquittement et l'abandon de toutes les charges contre le prévenu.
À partir de là, Willam Dixon, président de l'Union de la Presse Gambienne (en) décide de le nommer conseiller juridique du GPU, un poste qu'il occupera pendant plusieurs années. Au cours de sa carrière juridique, Bai Modi aurait joué un rôle crucial pour réduire le fossé entre l'élite politique gambienne et le GPU[évasif] . Ses performances judiciaires ont entraîné une « relation cordiale entre la Gambia Press Union et le gouvernement » ainsi qu'« entre lui et ses collègues ».

## Postérité
Au cours de sa carrière juridique, Bai Modi est nommé par la presse gambienne comme le champion et le défenseur de la liberté d'expression et de la liberté de la presse. Selon la tradition gambienne[Laquelle ?], il a représenté toutes les classes sociales, à partir des échelons supérieurs de la société gambienne jusqu'aux plus pauvres.[pas clair] Après sa mort, Cham Joof lui dédie son livre « Gambia, Land of our heritage » . Sa mort coïncide aussi avec la retraite de journaliste de William Dixon Colley. En rendant hommage à Bai Modi, William Dixon Colley écrit que: « [sa] volonté d'aider dans les moments difficiles, en dépit des lourdes charges se présentant à lui, et son respect pour tous, sans distinction de classe ou d'ethnie fut sa contribution à la démocratie dans notre société ».